# Ren Jianxin
Ren Jianxin (* August 1925 in Xiangfen, Shanxi; † 21. September 2024 in Peking) war ein chinesischer Richter. Er war von 1988 bis 1998 Präsident des Obersten Volksgerichtshofs der Volksrepublik China.

## Leben
Ren Jianxin studierte von 1946 bis 1948 an der Chinesischen Volksuniversität in Peking Rechtswissenschaften. Er trat der Kommunistischen Partei Chinas bei und war Parteifunktionär auf verschiedenen Ebenen. Von 1988 bis 1998 war Ren Jianxin als Nachfolger von Zheng Tianxiang Präsident des Obersten Volksgerichtshofes der Volksrepublik China. Sein Nachfolger wurde Xiao Yang.
Von 1998 bis 2003 war er einer der Stellvertreter des Vorsitzenden der Politischen Konsultativkonferenz des chinesischen Volkes, Li Ruihuan.
Er starb im  September 2024 im Alter von 99 Jahren in Peking.